# Martin Jankovič
Pour les articles homonymes, voir Janković.
Martin Janković est un joueur de volley-ball slovaque né le 8 août 1974 à Trenčín. Il mesure 1,98 m et joue réceptionneur-attaquant.

## Clubs
| Club                 | Pays     | De           | À            |
| -------------------- | -------- | ------------ | ------------ |
| Tourcoing LM         | France   | 1998-1999    | 1999-2000    |
| Jennais Athènes      | Grèce    | 2000-2001    | 2000-2001    |
| Raffaele Lamezia     | Italie   | 2001-2002    | 2001-2002    |
| Schio Sport          | Italie   | 2002-2003    | 2002-2003    |
| Hypo Tirol Innsbrück | Autriche | 2003-2004    | 2003-2004    |
| Rennes EC            | France   | Juin 2004    | Février 2005 |
| Allegrini Bergame    | Italie   | Février 2005 | Mai 2005     |
| Reima Crema          | Italie   | 2005-2006    | 2007-2008    |

## Palmarès
- Coupe d'Autriche : 2004